# Jorge Luis Campos
Jorge Luis Campos Velázquez (Asunción, 1970. augusztus 11. –) paraguayi labdarúgó-középpályás.
A paraguayi válogatott színeiben részt vett az 1992. évi nyári olimpiai játékokon, az 1998-as és a 2002-es labdarúgó-világbajnokságon.